# Urapakkam
Urapakkam es una ciudad censal situada en el distrito de Chengalpattu en el estado de Tamil Nadu (India). Su población es de 29122 habitantes (2011). Se encuentra a 30 km de Chennai y a 47 km de Kanchipuram. Forma parte del área metropolitana de Chennai.

## Demografía
Según el censo de 2011 la población de Urapakkam era de 29122 habitantes, de los cuales 14647 eran hombres y 14475 eran mujeres. Urapakkam tiene una tasa media de alfabetización del 91,53%, superior a la media estatal del 80,09%: la alfabetización masculina es del 95,79%, y la alfabetización femenina del 87,25%.